# Reliefs
 (décembre 2018).
Reliefs est une revue semestrielle française créée en 2015 et vendue principalement en librairie.

## Description
Dédiée à la nature, à l'aventure et à l'exploration, Reliefs « convoque les arts, la littérature et les sciences pour explorer l’inconnu » et pour raconter les « aventures d'hier et d'aujourd'hui » dans « un esprit de curiosité permanent ». Autour d'un dossier central thématique gravitent de nombreuses rubriques indépendantes dans chaque numéro : articles au long cours, portraits, portfolios, trésors photographiques, planches naturalistes, infographies, cartes anciennes mais aussi récits, poèmes et correspondances illustrés.

Les dossiers de Reliefs ont jusqu’ici exploré les abysses, les tropiques, les pôles, les galaxies, le ciel, la mer, les rivages, les sommets, les fleuves, les lacs, les déserts, les volcans et les prairies. Reliefs a également publié deux numéros spéciaux : un portant sur la région du Massif central (2020), et un numéro intitulé Vivants (2021) qui regroupe des articles et entretiens publiés dans les douze numéros précédents de Reliefs. 
Les enjeux écologiques auxquels les sociétés contemporaines sont soumises aujourd’hui justifient le nouveau sursaut du goût scientifique, avec pour ligne de mire la géographie, la nature et la grande variété de ses « expressions », auxquelles se greffe un profond intérêt pour l’aventure et le récit de voyage, vecteurs d’un envol de l’imaginaire que les créateurs littéraires hexagonaux peinent à provoquer depuis plusieurs lustres, quand bien même ils usent de leurs fiches studieuses pour tenter de nous décrire le monde. Pour le rendre vivant, leur manque la magie que Reliefs sait infuser à l’aide de textes, de croquis et d’images qui nous rendent à la joie de la découverte à pieds secs, et d’approfondir le peu que l’on imaginait savoir du monde qui nous entoure… (Éric Dussert).
Reliefs est ainsi une revue transdisciplinaire, « mettant en avant des archives rares et des points de vue d’écrivains et penseurs contemporains » (Dorothée Barba). Si les contributeurs sont en effet des spécialistes de leur domaine, Reliefs affiche avant tout une forte volonté de vulgarisation scientifique « qui simplifie peu, tout en restant accessible aux profanes », afin de donner des « éclairages pédagogiques ».
Reliefs se caractérise également par son graphisme et la place significative accordée à l'iconographie, à l'instar d'autres mooks : « comme La Nature et Sciences et Vie ont fasciné des générations de curieux avec leurs gravures magnifiques et leurs croquis complexes qui disaient tout à la fois la richesse du monde et de l'inventivité humaine, Reliefs mise beaucoup sur l'illustration » (Éric Dussert). Elle s’associe ainsi à de jeunes illustrateurs comme Clément Vuillier ou Thomas Rouzière, tout en parcourant l’histoire et la géographie au travers de photographies anciennes et contemporaines, d’infographies… Il en résulte un objet « autant de connaissance que de contemplation ».
Les premiers numéros (Abysses, Tropiques, Pôles et Galaxies) ont été l'objet d'une réédition avec le concours de Geo et du groupe Prisma Media, pour une diffusion en kiosques.
Reliefs Éditions a également co-édité des ouvrages avec le Muséum national d'Histoire naturelle (Manifeste du Muséum. Quel futur sans nature ?, 2017, Manifeste du Muséum. Migrations, 2018, Manifeste du Muséum. Humains et autres animaux, 2019 et Manifeste du Muséum. Face aux limites, 2020. ) .

## Contributeurs
De 2016 à début 2021, la revue a rassemblé plus de cent trente contributeurs, parmi lesquels : Robert Adams, Bernard Amy, Gérald Arboit, Isabelle Autissier, Yves Ballu, Christophe Barbraud, Jacques-Marie Bardintzeff, Aurélien Barrau, Éric Baudelaire, Coline Béry, Mathias Bernard, Éric Birlouez, Tina Birmpili, Gilles Boeuf, Jean-Marc Bonnet-Bidaud, Allain Bougrain-Dubourg, Vincent Bretagnolle, Anne-Marie Brisebarre, Christophe Brun, Christian Buchet, Edward Burtynsky, Valérie Cabanes, Vincent Callebaut, Eric Canobbio, Agnès Carayon, Anny Cazenave, Franca Cibecchini, Catherine Chabaud, Valérie Chansigaud, Pierre Charbonnier, Denis Chaud, Gilles Clément, Clément Cogitore, Jean-Daniel Collomb, Françoise Combes, Alain Corbin, Christian Couloumy, Cyrille P. Coutansais, Thibaut Cuisset, Isabelle Delannoy, Pierre Déom, Raymond Depardon, Philippe Descola, Dominique Descotes, Michel Desjoyeaux, Vinciane Despret, Michel Detay, Patrick Deville, Caroline Drillon, Marc Dufumier, Stéphane Dugast, Alain Dupas, Cécile Dupré, Chantal Edel, Ólafur Elíasson, Mathias Enard, Roberto Epple, Aslı Erdoğan, Elger Esser, Jean-Louis Étienne, François Fargue, David Fayon, Ranulph Fiennes, Jacques Fleurentin, Patrice Franceschi, Didier Gascuel, Christophe Galfard, Christophe Gauchon, Laurent Gaudé, John Giorno, Maxime Guitton, Philippe Grandcolas, Harry Gruyaert, Francis Hallé, Benoît Heimermann, Charles Hervé-Gruyer, Takashi Homma, Luc Jacquet, Marc Jeanson, Jean Jouzel, Éric Julien, Michèle Kahn, Alain Karsenty, Rinko Kawauchi, Étienne Klein, Earle Labor, Guillaume Lachenal, Véronique Lacoste-Mettey, Marie-Hélène Lafon, Anne-Marie Lagrange, Catherine Larrère, Christine Laverne, Michel Le Bris, Jungjin Lee, Luce Lebart, Jochen Lempert, Pierre Léna, François-Michel Le Tourneau, Hervé Le Treut, Claude-Samuel Lévine, Olivier Loiseaux, Claude Lorius, Alain Mabanckou, Jean Malaurie, Bernard Marck, Jean-Paul Maréchal, Nastassja Martin, Valérie Masson-Delmotte, Reinhold Messner, Michel Meybeck, Yves Michelin, Richard Misrach, Arnaud Morvan, Baptiste Morizot, Christel Mouchard, Hilda Flavia Nakabuye, Élisabeth Nivert, Claire Nouvian, Fabrice Nicolino, Rika Noguchi, Erik Orsenna, Emmanuelle Périé-Bardout, Thomas Pesquet, Bertrand Piccard, Michel Pierre, Guillaume Pitron, Michel Polacco, Gilles Ramstein, Hubert Reeves, Magali Reghezza-Zitt, Frédérique Rémy, Laurent Rieutort, Francis Rocard, Stéphen Rostain, Jacques Rougerie, Éric Roux, Jean-Christophe Rufin, Marie-Monique Robin, Patrick Saint-Paul, François Sarano, Maurice Sartre, Violaine Sautter, Élisabeth Schneiter, Elisabeth Schneider-Schneiter, Christian Seignobos, Vandana Shiva, Joseph Silk, Lindsay Smith, François Specq, Thomas Struth, Alexandre Taithe, Anne Tézenas du Montcel, Pierre Thomas, Gilles A. Tiberghien, Miles Traer, Trịnh Xuân Thuận, Romain Troublé, Laurent Touchart, Sylvie Vauclair, Fabienne Verdier, Michel Vergé-Franceschi, Jean-Christophe Victor, Paul Watson, Evrard Wendenbaum, Sheila Watt-Cloutier, Olivier Weber, Brigitte Zanda, Joëlle Zask et Maxime Zucca.